# P120
P120C est un propulseur à propergol solide développé par Avio et ArianeGroup qui est utilisé comme propulseur d'appoint du lanceur Ariane 6 (en deux ou quatre exemplaires) et constitue le premier étage du lanceur léger Vega C Il dérive du propulseur P80 utilisé comme premier étage de Vega.
Ce moteur à propergol solide, qui est utilisé pour la première fois en 2022 par Vega-C, est à ce jour le plus gros propulseur monolithique (un segment unique) à structure composite fabriqué et mis en service dans le monde. Cependant Avio travaille sur une version plus grande de ce booster, le P160C.

## Contexte
Le développement de l'étage P120C découle de la décision par l'Agence spatiale européenne de développer un successeur à son lanceur principal Ariane 5. L'objectif est de développer un lanceur à la fois plus souple et moins coûteux pour préserver les parts de marché du lanceur européen. Le Conseil de l'agence spatiale décide en novembre 2012 de financer une version améliorée du lanceur existant (Ariane 5 ME) et d'étudier un successeur baptisé Ariane 6. Le résultat des études préliminaires doit permettre de figer la stratégie de l'agence au cours de la réunion du conseil qui doit avoir lieu deux ans plus tard, en décembre 2014. Ariane 5 ME, dont le développement est poussé par la branche allemande d'Astrium, doit utiliser un étage supérieur plus performant propulsé par le moteur-fusée Vinci qui permet de faire passer la masse maximale de la charge utile lancée vers une orbite GTO de 9,5 à 12,5 tonnes. Le coût de développement de l'Ariane 5 ME est estimé à 1,4 milliard € avec une date de premier vol comprise entre 2017 et 2018. La configuration d'Ariane 6 de son côté résulte des études de la division lanceurs du CNES qui s'est donné comme objectif de réduire le coût de lancement et de l'optimiser pour le lancement d'un unique satellite lourd (contrairement à Ariane 5 qui peut en lancer deux). Un des facteurs critiques est l'estimation de la masse des futurs satellites des télécommunications qui, selon les études initiales, devrait être dans une fourchette comprise entre 2 et 8 tonnes avec le plus grand nombre se situant dans une fourchette de 3 à 6,5 tonnes.
Les travaux du CNES débouchent sur trois configurations possibles pour la fusée Ariane 6. Elles ont toutes ont en commun d'avoir recours à un étage supérieur propulsé par le moteur-fusée Vinci et de disposer d'une coiffe de 5,4 mètres de diamètre : 
- La configuration H2C comprend un premier étage H165 (150 tonnes ergols) propulsé par deux moteurs-fusées Vulcain 2 (version améliorée du Vulcain) flanqué de 0 à 6 propulseurs à propergol solide P33 (33 tonnes de propergol). L'étage supérieur emporte 31 tonnes d'ergols. Le lanceur résultant peut placer 8,4 tonnes sur une orbite GTO et 2,2, 5,6 ou 6,7 tonnes avec respectivement 0, 2 et 4 propulseurs d'appoint.
- La configuration P1B utilise deux étages à propergol solide de 3,7 mètres de diamètre flanqués de propulseurs d'appoint et surmontés d'un étage à ergols liquides propulsé par un moteur-fusée Vinci. Tous les étages à propergol solide sont constitués d'un seul segment et d'une enveloppe en composite pour réduire les coûts. Le premier étage à propergol solide P180 emporte 180 tonnes de propergol et le deuxième étage P110 110 tonnes. Les propulseurs d'appoint sont mis à feu selon la configuration au décollage ou en cours de vol. Cette version du lanceur peut placer en orbite GTO selon le nombre de propulseurs d'appoint 8,1 tonnes (6 propulseurs d'appoint), 2,1 (0), 5,0 (2) ou 6,5 tonnes (4).
- La configuration P7C remplace les trois types d'étages à propergol solide par un type unique de 3,7 mètres de diamètre et emportant 135 tonnes de propergol solide. Le premier étage est constitué de deux ou trois de ces moteurs. Avec l'étage supérieur Vinci, cette configuration a une capacité d'emport limitée comprise entre 3,4 tonnes et 6,5 tonnes en orbite GTO. Un des avantages de cette configuration est que la taille réduite de l'étage à propergol solide permet d'envisager son utilisation par une version améliorée du lanceur léger Vega et remplacer sur cette dernière le premier étage P80.

Les études du CNES concluent que les configurations avec un premier étage à propergol solide sont moins coûteuses  que celle ayant recours à un étage à ergols liquides qui nécessiterait la mise au point onéreuse du Vulcain 2 et imposeraient l'emport de deux moteurs de ce type. Fin 2013, la conception du futur lanceur est confiée à Astrium. La société choisit d'étudier la configuration PPH capable de lancer entre 3 et 6,5 tonnes en orbite GTO avec un objectif de cout au lancement de 70 millions euros.
Mais la configuration PPH reste controversée ailleurs qu'en France. En juillet 2014, Airbus et Safran proposent une configuration alternative comprenant un premier étage à ergols liquides propulsé par un unique moteur Vulcain 2 flanqué de deux propulseurs d'appoint à propergols solide mono segment. Deux versions sont proposées, l'une dotée de l'étage Vinci (8,5 t. GTO), l'autre de l'étage Aestus utilisé par l'Ariane 5 (5,4 t GTO). Le lanceur dans cette configuration peut réutiliser les installations de lancement de la fusée Ariane 5. 
En octobre 2014, la proposition d'Airbus-Safran est révisée dans le but de réduire les coûts conformément aux souhaits de l'Agence spatiale européenne. La configuration avec étage Aestus est abandonnée, par contre une version à quatre propulseurs à propergol solide (Ariane 64) est ajoutée. La version Ariane 62 peut emporter 5 tonnes en orbite GTO pour un coût de 95 millions € tandis que la version lourde Ariane 64 peut emporter 11 tonnes pour un coût de 117 millions €. Le propulseur à propergol solide P120 doit être utilisé par la future version Vega-C du lanceur léger européen. Le diamètre du premier étage est de 4,6 mètres (contre 5,4 mètres pour Ariane 5) et celui-ci emporte 149 tonnes de propergol. Les propulseurs d'appoint P120 sont haut de 17,74 mètres pour un diamètre de 3,033 mètres. Ils emportent 120 tonnes de propergol et fournissent une poussée de 357 tonnes. Le lanceur a une hauteur totale de 63 mètres, soit 5 mètres de plus que la fusée Ariane 5. Cette configuration est incompatible avec les installations de lancement d'Ariane 5 et nécessite de construire un nouveau complexe de lancement.
Le Conseil de l'Agence spatiale européenne, réuni en décembre 2014, choisit d'abandonner le développement de l'Ariane 5 ME et d'accélérer le développement de l'Ariane 6 dans la configuration proposée. Le coût du développement du nouveau lanceur est estimé à 4,5 milliards € (dont 600 millions € pour les installations au sol) et le premier vol est planifié en 2020. Compte tenu de l'absence de cloison commune entre les réservoirs du premier étage et de la longueur de l'inter-étages rendu nécessaire par le recours à une tuyère fixe (non déployable) pour le moteur-fusée Vinci, la hauteur totale du nouveau lanceur atteint 70 mètres, soit 20 mètres de plus que l'Ariane 5. En novembre 2015, Airbus-Safran annoncent que le diamètre du premier étage du lanceur sera identique à celui de l'Ariane 5 (5,4 mètres), ce qui réduit la hauteur de la fusée à environ 60 mètres. Les propulseurs à propergol solide sont baptisés P120C et leur partie supérieure prend une forme allongée pour venir s'accrocher au niveau de l'anneau reliant les deux réservoirs du premier étage.  
Deux versions du P120C seront produites : l'une de performance standard (dite "SP") telle qu'envisagée initialement, l'autre de haute performance (dite "HP").

## Développement
Le P120C est développé par Europropulsion SA, filiale franco-italienne d'Avio et ArianeGroup à partir du propulseur P80 qui constitue le premier étage du lanceur léger Vega. Il peut être utilisé à la fois comme propulseur d'appoint du lanceur Ariane 6 (2 pour une Ariane 62 et 4 pour une Ariane 64) et comme premier étage du lanceur léger Vega C, afin d'optimiser les coûts et l'utilisation des infrastructures industrielles en Europe et en Guyane. 35 propulseurs P120C devraient ainsi être fabriqués chaque année.
Pour qualifier le P120, il est prévu d'effectuer trois tests sur banc d'essais au Centre spatial guyanais. L'essai DM a lieu le 16 juillet 2018, et l'essai QM1 le 28 janvier 2019, puis l'essai QM2 le 7 octobre 2020, chacun ayant une durée de 135 s pour simuler un décollage complet,.

## Caractéristiques techniques
Le P120C est haut de 11,7 m (22 m avec la coiffe supérieure et l'embase) pour un diamètre de  3,4 m. Sa masse totale est de 154,6 t dont 143,6 t de propergol. Le propergol solide est du PBHT. L'étage a une poussée moyenne de  4 500 kN et une poussée maximale de 4 650 kN. Son impulsion spécifique dans le vide atteint  278,5 s. La pression dans la chambre de combustion atteint 110 bar. Il fonctionne durant 132,8 secondes. Pour orienter la poussée, la tuyère peut pivoter de 7°. L'enveloppe (le corps du propulseur), dont la masse est de 8,3 tonnes, est fabriquée par Avio et obtenue par bobinage et placement automatique de préimprégnés carbone-époxy. La tuyère qui est fournie par ArianeGroup est réalisée dans plusieurs matériaux composites dont du carbone/carbone. Elle est conçue de manière à résister à l'expulsion à très grande vitesse des gaz extrêmement chauds générés par le moteur. La coulée du moteur et son intégration au lanceur sont effectués sur le site du Centre Spatial Guyanais à Kourou.